# ローガラン県

ローガラン県
Rogaland fylke

ルーガラン県 (Rogaland [ˈruːɡɑˈlɑn] ( 音声ファイル)) はノルウェー南西部にある県。県都は、スタヴァンゲルである。北にホルダラン県、北東にテレマルク県と接し、東方にアウスト・アグデル県、ヴェスト・アグデル県がある。
この県はノルウェーの石油工業の中心であり、失業率がずば抜けて低く、1.1%にとどまっている。

## 名称・県章
ローガランは古ノルド語の県名であり、1919年まではスタヴァンゲル県という名称だったが、現代になってよみがえった。ローガの語源はルーギ人であり古代ゲルマン民族の部族名である。ランはランド、レジオンと同じく土地という意味を持つ。
県の紋章は1974年に制定されたものであり、この紋章はソーラのエルリング・スヤグソン(Erling Skjalgsson)を記念して立てられた古代石十字をモチーフとしている。

## 地理
ローガランは主にフィヨルドや島、浜辺の多い沿海の州である。主な島はカルモイ。ボナフィヨルドが最大のフィヨルドであり多くのフィヨルドが此処から枝分かれしている。
ノルウェーで3番目に大きい都市圏を持っており、スタヴァンゲル、サンネス(Sandnes)、ランダヴェルグ(Randaberg)、ソーラ(Sola)などが連なっている。人口だけで言うならトロンヘイムを上回っている。
カルモイ(Karmøy)には大量に銅が埋蔵されており、自由の女神の建設にも使われたという。また、石油やガスの採掘が盛んなノルウェーの中でも石油工業と天然ガスの埋蔵調査が一番盛んな地域で、国内最大の農業地域でもある。
ローガランはプレケストレン(Prekestolen)、イェラグ(Kjerag)、ロッペダルシュラ (Gloppedalsura)に代表されるように自然の宝庫である。
鉄器時代、ウランハーグ(Ullandhaug)のスタヴェンゲルにある農場は350年代から500年代にかけてあった農場を再現している。カルモイにはヴァイキングの農場の博物館がある。

## 歴史
古代から人類の足跡が残っており、ヴィステ(Viste)の洞窟にはその形跡が窺える。この中からは石器時代の少年の遺骨も見つかっている。鉄器時代、青銅時代などの考古学的発見からわかっている。アイルランド形式の十字も多く発見されている。
ヴァイキング時代にはリーギャ県と呼ばれていた。ハーラル1世時代より前は、ルーギ人の小王国が築かれていたと考えられている。

## 下位行政区

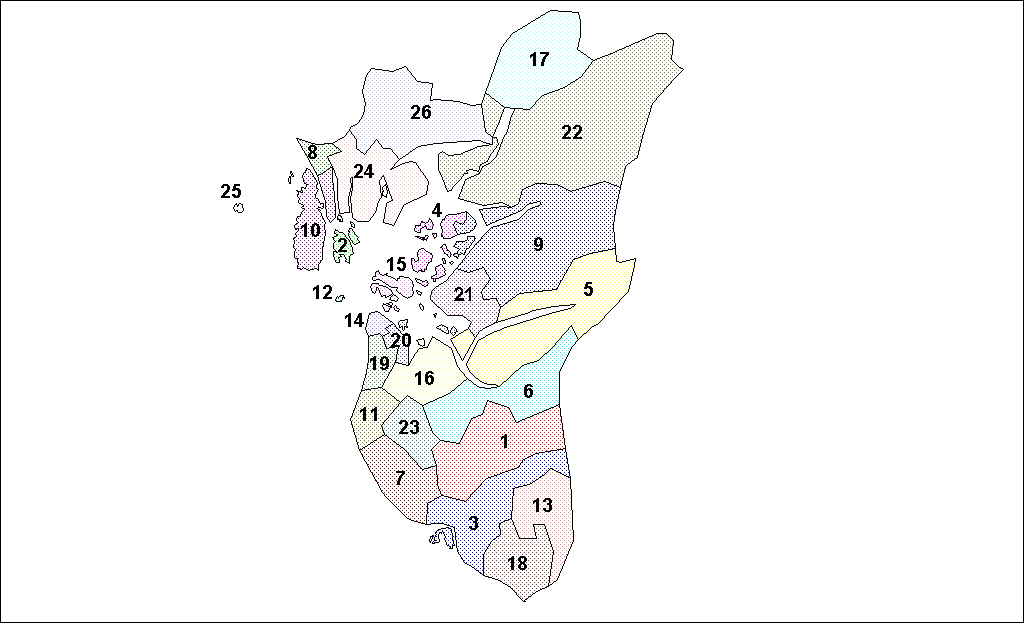
ローガラン県の地図

この自治体には26の下位行政区がある。
- Bjerkreim
- Bokn
- Eigersund
- Finnøy
- フォーサンForsand
- Gjesdal
- Hå
- ハウゲスン(Haugesund)
- Hjelmeland
- Karmøy
- Klepp
- Kvitsøy
- Lund
- Randaberg
- Rennesøy
- サンネス(Sandnes)
- Sauda
- Sokndal
- ソーラ (Sola)
- スタヴァンゲル(Stavanger)
- Strand
- Suldal
- Time
- Tysvær
- Utsira
- Vindafjord